# Šatt al-Arab
Šatt al-Arab (arabsky شط العرب‎, v překladu „řeka Arabů“ či „Arabská řeka“, persky اروندرود‎) je veletok na Blízkém východě v Iráku (provincie Basra), který ve spodní části tvoří hranici s Íránem (Chúzistán). Vzniká soutokem Eufratu a Tigridu, je 195 km dlouhý a ústí do Perského zálivu. Včetně nejdelší zdrojnice (Eufrat–Murat) je tok asi 3600 km dlouhý (20. nejdelší říční systém na světě, přibližně jako Volha nebo Indus). Povodí má rozlohu zhruba 1 000 000 km². Šířka koryta je 700 m až 1 km a hloubka řeky činí 7 až 20 m.

## Průběh toku
Vzniká u města al-Kurna soutokem řek Tigris a Eufrat. Protéká Mezopotámskou nížinou a ústí do Perského zálivu, přičemž vytváří deltu. Zleva přijímá rameno řeky Kerche a řeku Karún a zprava průtok od jezera Hammar.

## Vodní stav
Na jaře je vodní stav vysoký a na podzim nízký. Průtok se pohybuje od 1 000 m³/s až 2 000 m³/s do 6 000 m³/s až 8 000 m³/s. V letech bohatých na srážky dosahuje 10 000 m³/s až 12 000 m³/s.

## Využití
Na řece je rozvinutá lodní doprava v celé délce. Do Basry mohou plout námořní lodě. Leží na ní města Basra (Irák), Ábádán (Írán).